# Joseph Schwarzmann

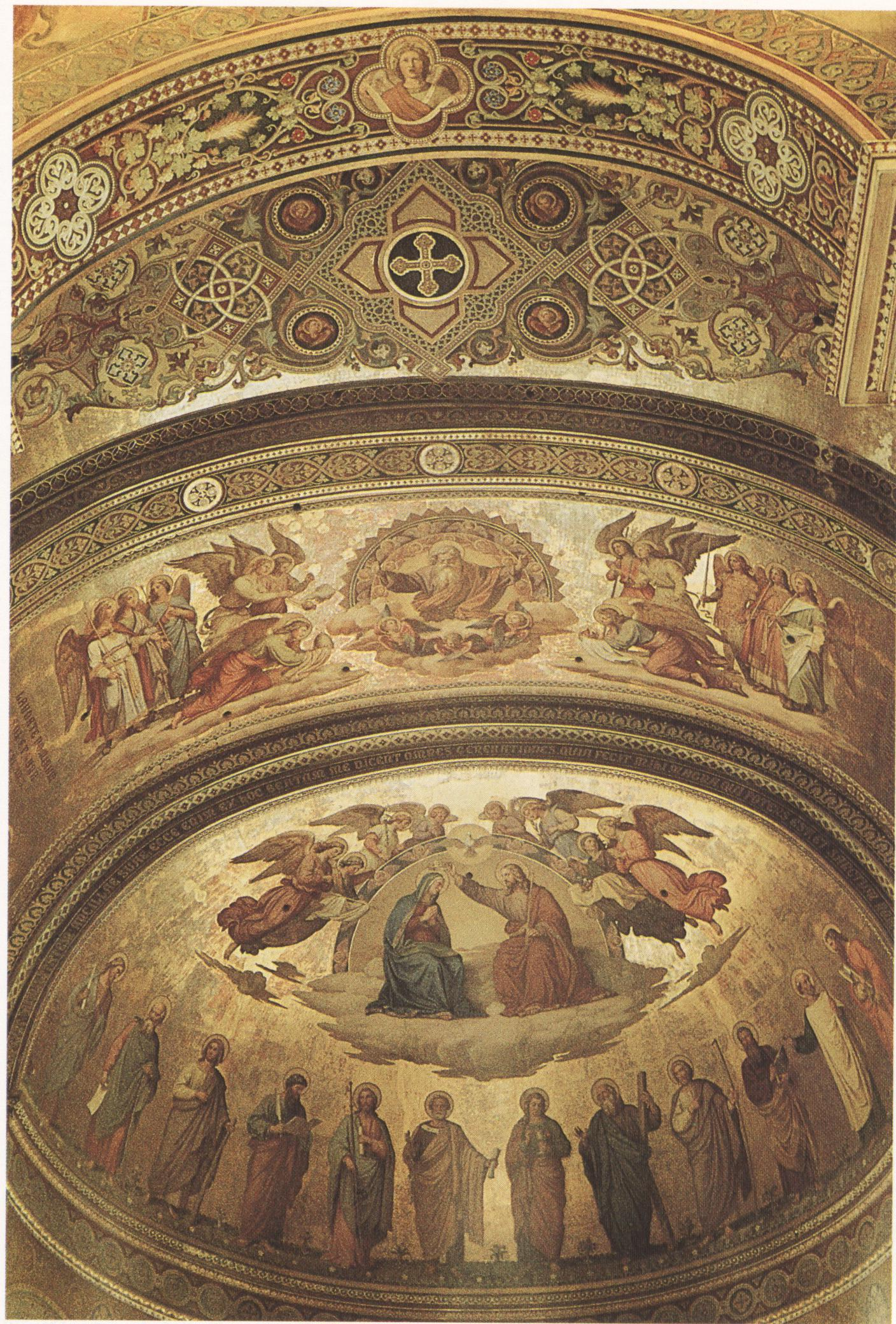
Die von Johann von Schraudolph und Joseph Schwarzmann gestaltete Apsis des Speyerer Doms; 1960 zerstört. Schraudolph schuf nur die großen Freskenfiguren, alles übrige stammt von Schwarzmann.

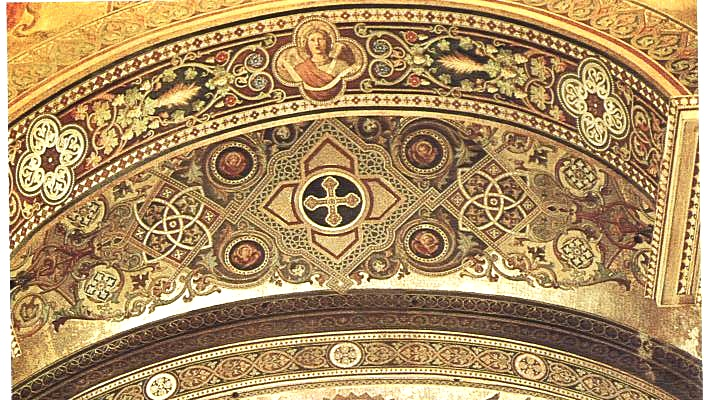
Detailausschnitt von Schwarzmann-Dekorationen im Speyerer Dom, zerstört 1960

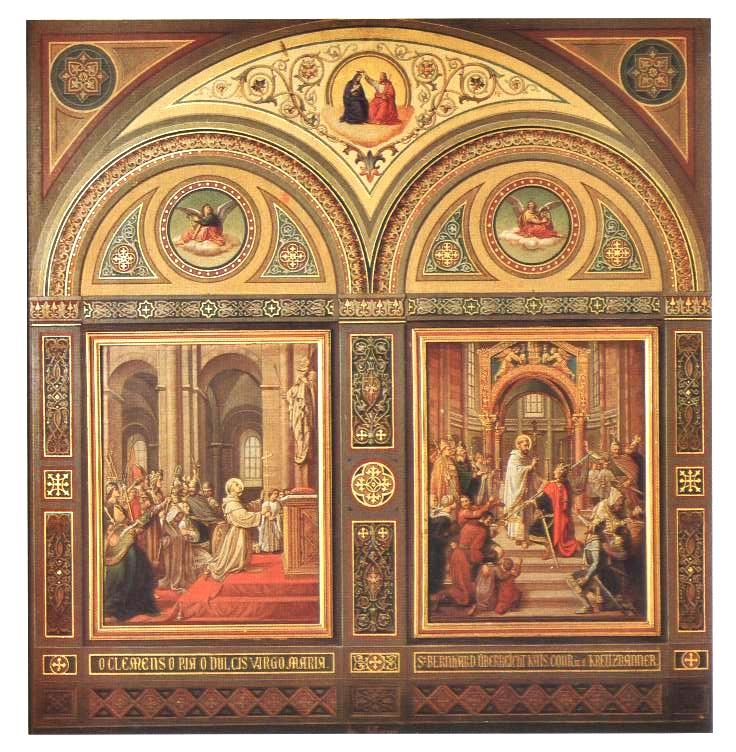
Dom zu Speyer: 2 Monumentalfresken Johann Schraudolphs, eingefasst in die Dekorationsmalerei von Joseph Schwarzmann; zerstört 1960

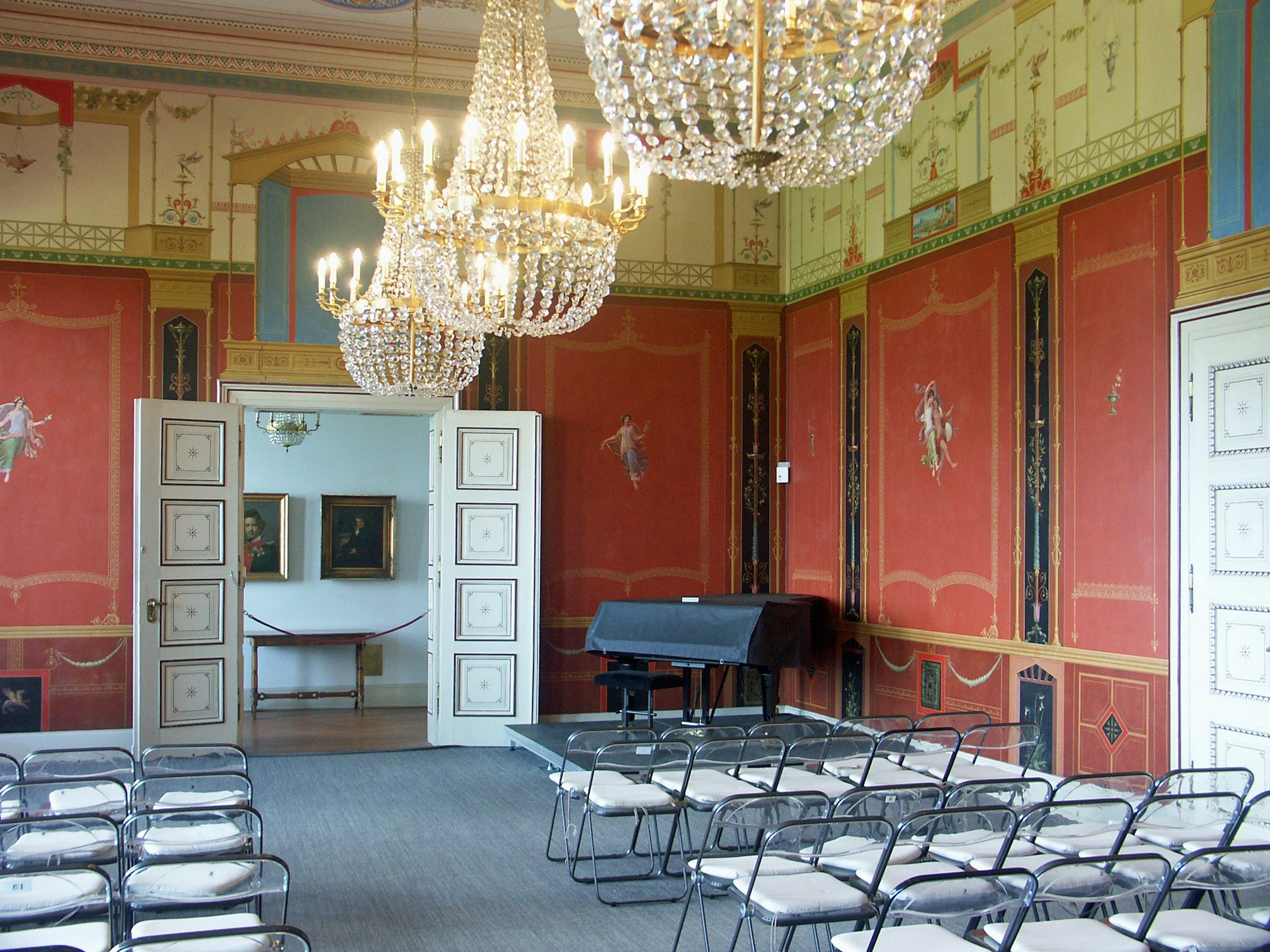
Speisesaal im Schloss Ludwigshöhe mit pompeijanischen Dekorationsmalereien von Joseph Schwarzmann

Joseph Schwarzmann (auch Joseph Anton Schwarzmann; * 1. Februar 1806 in Prutz, Tirol; † 18. Juli 1890 in München) war ein Tiroler Ornament- und Dekorationsmaler, der von König Ludwig I. (Bayern) besonders gefördert wurde und hauptsächlich in Bayern wirkte.

## Leben und Wirken

### Herkunft und Lehrzeit
Joseph Schwarzmann wurde als Sohn der Eheleute Anton Schwarzmann und Maria geb. Dilitz in Prutz geboren und wuchs dort auf. Zu seinen frühesten eigenen Erinnerungen zählten noch die Gefechte der Tiroler unter Andreas Hofer gegen Bayern und Franzosen, 1809. Schwarzmanns Vater kämpfte auf Seiten der Aufständischen und man brannte ihm das Haus ab.
Zu Joseph Schwarzmanns ältesten Freunden und Förderern gehörten Prälat Alois Flir und der Rechtsprofessor Johannes Schuler, beides weitläufige Verwandte.
Mit 14 Jahren verließ er die Heimat und begab sich in die Lehre nach München, zu dem ebenfalls verwandten Dekorationsmaler Anton Schönherr. Dort besuchte er zusätzlich die Königliche Kunstakademie, wo Heinrich Maria von Hess einer seiner Lehrer wurde. Zwischenzeitlich ging er auf Wanderschaft nach Wien und kam zur Unterstützung Schönherrs nach München zurück, als dieser einen Auftrag zur Dekoration der von Leo von Klenze erbauten Hofgartenarkaden erhalten hatte.

### Kunstmaler im Umkreis des bayerischen Königs
In gleicher Weise wie bei den Arkaden arbeitete Anton Schönherr bei der Ausgestaltung der Allerheiligen-Hofkirche mit Klenze zusammen. Hier hatte der Meister im unteren Bereich selbst die Ornamentmalerei verfertigt. Schönherr sollte die höher gelegenen Kirchenbereiche ausschmücken, konnte sich aber nur schwer in den Stil Klenzes einfinden. Deshalb trat er den Auftrag 1838 an seinen Schüler und Verwandten Joseph Schwarzmann ab. Dieser führte die Arbeiten mit so großem Können aus, dass sowohl Leo von Klenze, als auch der königliche Generalinspektor der Kunstdenkmäler Friedrich von Gärtner davon begeistert waren. Hyacinth Holland schreibt dazu in der  Allgemeinen Deutschen Biographie, 1891: „Die von Gärtners sprudelndem Geiste nur so hingeworfene Idee erfaßte Schwarzmann mit congenialem Verständniß, variierte dieselbe wie eine Fuge im überraschenden Spiele von Form und Farben und wetteiferte mit Glanz und Schimmer, um dem plastischen Gedanken zum vollendeten Ausdruck zu verhelfen, ohne denselben zu überwuchern oder zu beeinträchtigen. Schwarzmann blieb Gärtners steter Begleiter; er lieferte die Decoration des Kursalons zu Kissingen, zu den beiden Pinakotheken, zur Universität, für die Ludwigskirche und das Atrium der  Hof- und Staatsbibliothek.“ 
Über Friedrich von Gärtner wurde auch König Ludwig I. auf Joseph Schwarzmann aufmerksam und förderte ihn durch Finanzierung von Studienreisen u. a. 1839/40 nach Rom, Neapel und Pompeji.
Mit Gärtner reiste Schwarzmann schließlich nach Athen um die königliche Residenz (das heutige Parlamentsgebäude) zu dekorieren. Größtenteils erst nach Gärtners Tod im Jahr 1847 ornamentierte Schwarzmann dessen „Pompejanum“ zu Aschaffenburg.
Zwischen 1846 und 1853 malte Joseph Schwarzmann zusammen mit dem Nazarener Johann von Schraudolph den Speyerer Dom aus. König Ludwig I. hatte beide Künstler persönlich dazu ausgewählt. Schraudolph schuf die figürlichen Großfresken, Schwarzmann die herrliche Dekorationsmalerei, durch welche die Fresken erst richtig zur Geltung kamen. Für beide Künstler sieht man die Ausmalung des Speyerer Domes als ihr Hauptwerk an. König Maximilian II. – ein eher nüchterner Monarch – äußerte nach der Fertigstellung, er habe die Bilder im Speyerer Dom zu jeder Tageszeit und bei allen Lichtverhältnissen betrachtet, er kenne keine schönere Kirche als diese. Der Ornamentmaler selbst pflegte seine Tätigkeit im Speyerer Dom wegen der enormen Flächengröße in Tagewerken zu berechnen, wovon er in diesem Bau vier und ein halbes mit Dekorationsmustern geschmückt hatte, darunter allein ca. 3000 Quadratmeter mit goldenen, streng stilistisch gehaltenen Verzierungen. Zum Abschluss der Arbeiten verlieh die Stadt Speyer am 5. Februar 1853 beiden Dommalern die Ehrenbürgerwürde.
Die Hauptsynagoge in Mannheim, sowie viele Räume der Münchner Residenz wurden ebenfalls von Johann Schwarzmann dekoriert. Er galt zu Lebzeiten als der begabteste und berühmteste Ornament- bzw. Dekorationsmaler Bayerns; heute ist er völlig vergessen. Die meisten seiner Kunstwerke sind im Bombenhagel des Zweiten Weltkriegs untergegangen, das Hauptwerk im Speyerer Dom, das den Krieg völlig unbeschadet überstanden hatte, wurde 1960, infolge von heute bereits wieder überholten Kunstvorstellungen, mutwillig zerstört. Phantasievolle Dekorationen von Schwarzmann haben sich noch im Aschaffenburger Pompejanum erhalten. Sehr ähnliche schuf er in Schloss Ludwigshöhe bei Edenkoben, die ebenfalls die Zeit überdauerten und dort gegenwärtig zu den besonderen Kostbarkeiten gehören. Der Fürstensaal des Bahnhofs Bad Kissingen mit Schwarzmanns Stuckverzierungen und Ornamentmalereien wurde neuerdings wieder restauriert, ebenso sind die Brunnhauskapelle der Alten Saline in Bad Reichenhall und die Russische Kirche (Baden-Baden) mit gut erhaltenen Malereien des Künstlers ausgeschmückt. 
Für Schloss Weyhern (Gemeinde Egenhofen) schuf er anlässlich der Umbauten 1848 die Dekorationsmalereien.
Seine Dekorationsmotive waren hauptsächlich geprägt von klassizistischen, byzantinischen und neugotischen Formen. Zuweilen fanden auch hellenistisch-pompeijanische Muster oder Stilelemente der Frührenaissance Verwendung.

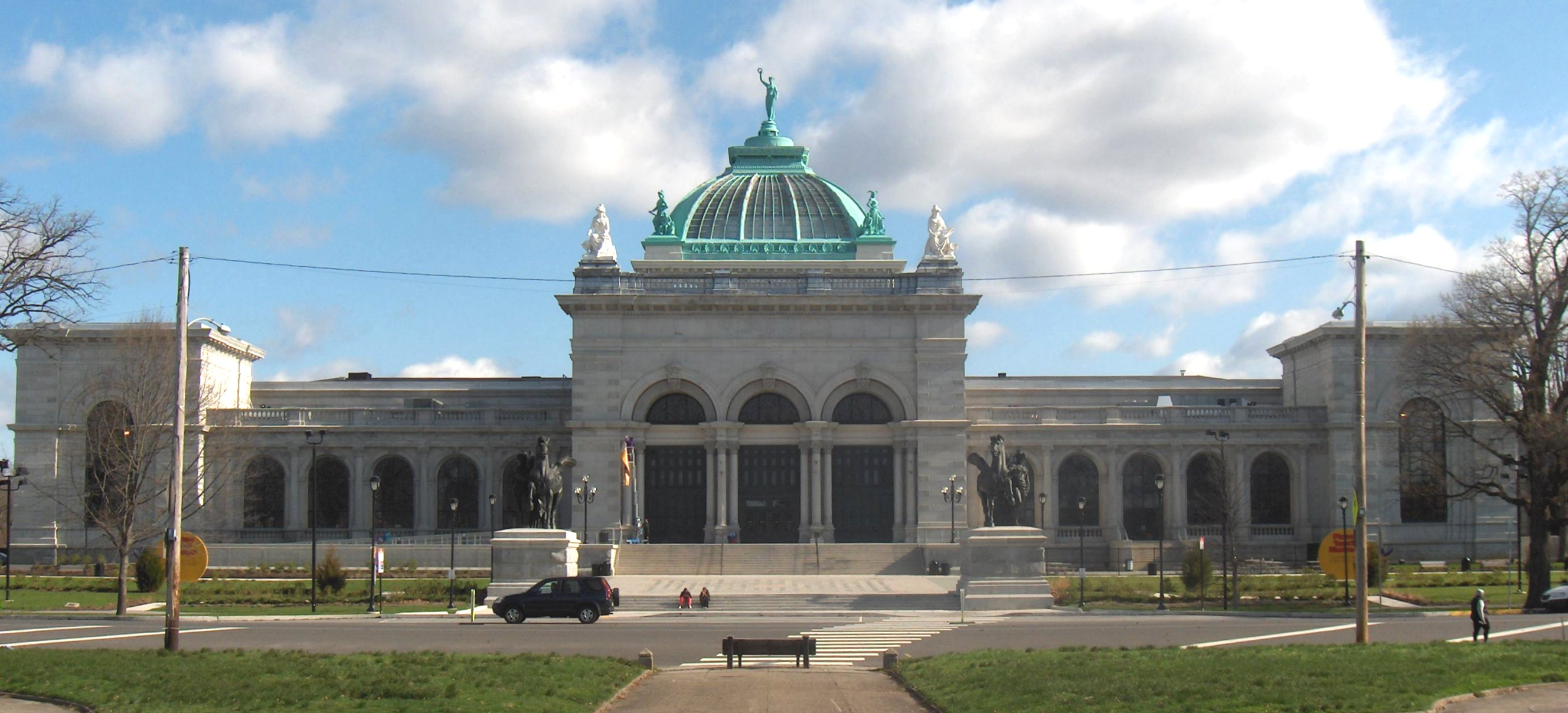
„Memorial Hall“, Philadelphia, das bekannteste Bauwerk des Sohnes Hermann Joseph Schwarzmann

### Privatleben und Umfeld
Die Maler Leo von Klenze, Peter von Cornelius und Julius Schnorr von Carolsfeld zählten zu den engeren Freunden, mit denen Schwarzmann auch privat verkehrte. Er schätzte die Geselligkeit und gründete in seiner Speyerer Schaffensperiode mit kunstinteressierten Bürgern die sogenannte „Schnakengesellschaft“, als eine Art Stammtischverein. Der Künstler gehörte als aktiver Katholik dem Verwaltungsrat der Münchner Pfarrei St. Ludwig an. 1885 zeichnete ihn König Ludwig II. mit dem bayerischen St.-Michaels-Orden aus. Schwarzmann war Mitglied des Münchner Vereins für Christliche Kunst. 1890 starb er in München.
Joseph Schwarzmanns Sohn Hermann Joseph Schwarzmann (1846–1891) war ein namhafter Landschaftsgestalter und Architekt in den USA.
Sein bekanntestes Werk ist die „Memorial Hall“ in Philadelphia, die zur Weltausstellung 1876 errichtet wurde.
Der Wormser Maler Peter Muth (1828–1904), Vater von Fritz Muth (1865–1943), gehört zu Joseph Schwarzmanns Schülern.